# Claudia Schiffer

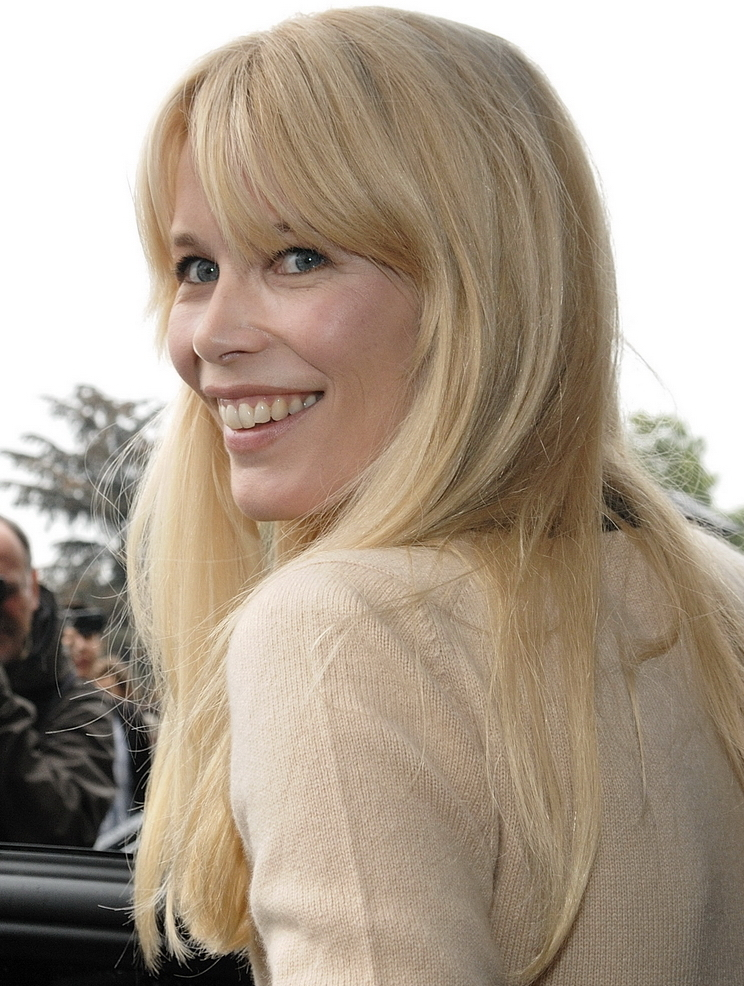
Claudia Schiffer (2009)

Claudia Maria Schiffer, Lady Vaughn (* 25. August 1970 in Rheinberg) ist ein deutsches Model; gelegentlich arbeitet sie auch als Schauspielerin. Sie war eine Muse von Karl Lagerfeld.

## Werdegang

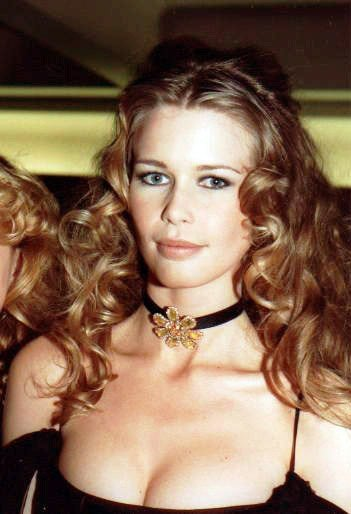
Claudia Schiffer (1993)

Schiffer wurde 1970 in Rheinberg am Niederrhein als Tochter des Rechtsanwalts Heinrich Schiffer († 2007) und seiner Frau Gudrun († 2020) geboren und wuchs mit drei jüngeren Geschwistern auf. Sie besuchte hier zunächst die katholische Grundschule St. Peter, später das Amplonius-Gymnasium. 1987 verwarf sie den Plan, Jura zu studieren, nachdem sie in Düsseldorf in der Diskothek Checker’s von Michel Levaton, dem Gründer und Geschäftsführer der Pariser Modelagentur Metropolitan Models, entdeckt worden war.
Danach wurde Schiffer zu Probeaufnahmen nach Paris eingeladen, denen eine von Ellen von Unwerth fotografierte Fotoserie für die Zeitschrift Elle folgte. Erste Aufmerksamkeit erreichte Schiffer mit einer Fotoserie für die Jeanslinie von Guess. Sie betrat 1988 mit Unterstützung von Karl Lagerfeld erstmals den Laufsteg (für Chanel) und machte im selben Jahr ihr Abitur. Lagerfeld bezeichnete Schiffer als seine Muse und blieb ihr bis zu seinem Tod beruflich verbunden. 1989 war Schiffer das erste Mal auf einer Vogue-Titelseite zu sehen; Herb Ritts fotografierte sie für die britische Oktoberausgabe.
Im Mai 1990 erschien sie erstmals auf der deutschen Vogue und war danach zehn Jahre lang neben Tatjana Patitz und Nadja Auermann das bekannteste Model aus Deutschland. In den folgenden Jahren schmückte Schiffer mehr als 1000 Titelseiten der bekanntesten Zeitschriften der Welt, darunter Marie Claire, Cosmopolitan, Harper’s Bazaar, Playboy oder der Elle. Sie war das erste Model, das auf dem Titel der Vanity Fair, des Musikmagazin Rolling Stone und der renommierten New York Times abgebildet wurde.
Gunter Sachs zeigte sie für seine Ausstellung Die Kunst ist weiblich (2008) auf einem Poster als Isadora Duncan und widmete ihr eigens im „Claudia Schiffer Room“ im Museum der bildenden Künste in Leipzig entstandene fotografische Arbeiten.
Als Werbestar stand Schiffer Mitte bis Ende der 1990er Jahre exklusiv für Revlon, Pepsi, Ebel, L’Oréal, Citroën, H&M und Victoria’s Secret unter Vertrag. In jüngerer Zeit war sie vor allem für Luxusmarken wie Louis Vuitton, Dom Pérignon und Dolce & Gabbana tätig. Schiffer lief für alle großen Modehäuser auf den Laufstegen in Paris, Mailand und New York. Ihre Tagesgage betrug 1995 zwischen 25.000 und 75.000 DM. 1996 präsentierte Schiffer den ersten Fantasy Bra, einen juwelenbesetzten BH für die US-amerikanische Modemarke Victoria’s Secret.
Gemeinsam mit anderen Topmodels ihrer Generation, Cindy Crawford, Kate Moss, Naomi Campbell, Elle Macpherson und Christy Turlington, gründete sie das inzwischen geschlossene Fashion Café in New York. Als bemerkenswert galt Schiffers Weigerung, sich „oben ohne“ fotografieren zu lassen. 2010 ließ sie sich kurz vor der Geburt ihres dritten Kindes hochschwanger für die deutsche Ausgabe der Vogue ablichten.

## Film und Fernsehen

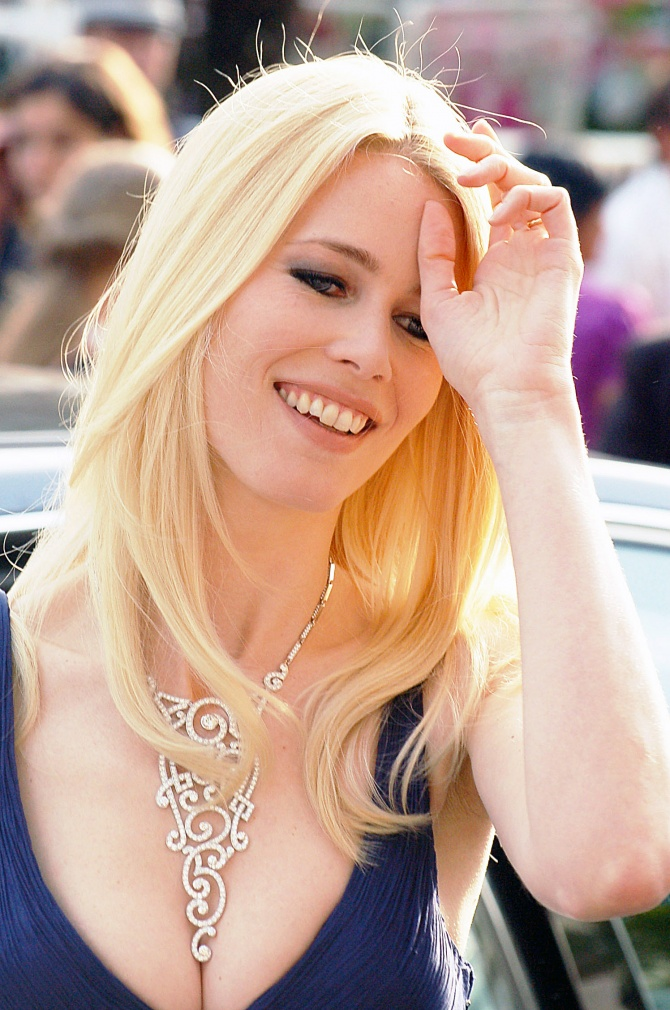
Claudia Schiffer (2007)

1997 stand Schiffer erstmals in einer größeren Rolle als Schauspielerin vor der Kamera, nachdem sie 1994 in der Komödie Richie Rich eine kurze Gastrolle gehabt hatte. Sie spielte die Nebenrolle der Susan in Abel Ferraras Film Black Out. Im Thriller Gegen jeden Verdacht übernahm sie an der Seite von Daniel Baldwin eine der größeren weiblichen Rollen. 2003 wirkte sie in einer kleinen Rolle in dem Film Tatsächlich… Liebe mit.
1995 erhielt sie auf RTL II unter dem Titel Claudia Schiffer – Close up eine eigene Talk-Show, in der sie Interviews mit Stars wie Dennis Hopper führte. Die Sendung wurde jedoch bereits nach einer Folge abgesetzt. In der US-amerikanischen Sitcom Dharma & Greg hatte sie 2002 in zwei Folgen eine Nebenrolle.
Ab den 1990er Jahren war sie in fast allen wichtigen Fernsehshows weltweit zu Gast, darunter Larry King Live, Late Show with David Letterman, Late Night with Conan O’Brien und Wetten, dass..?. Im April 2013 unterschrieb Schiffer einen Vertrag für die ProSieben-Sendung Fashion Hero, eine Castingshow, in der sie die teilnehmenden Mode-Designer in der Rolle einer Mentorin unterstützt. Die Sendung wurde im Herbst 2013 wöchentlich ausgestrahlt.

## Privatleben

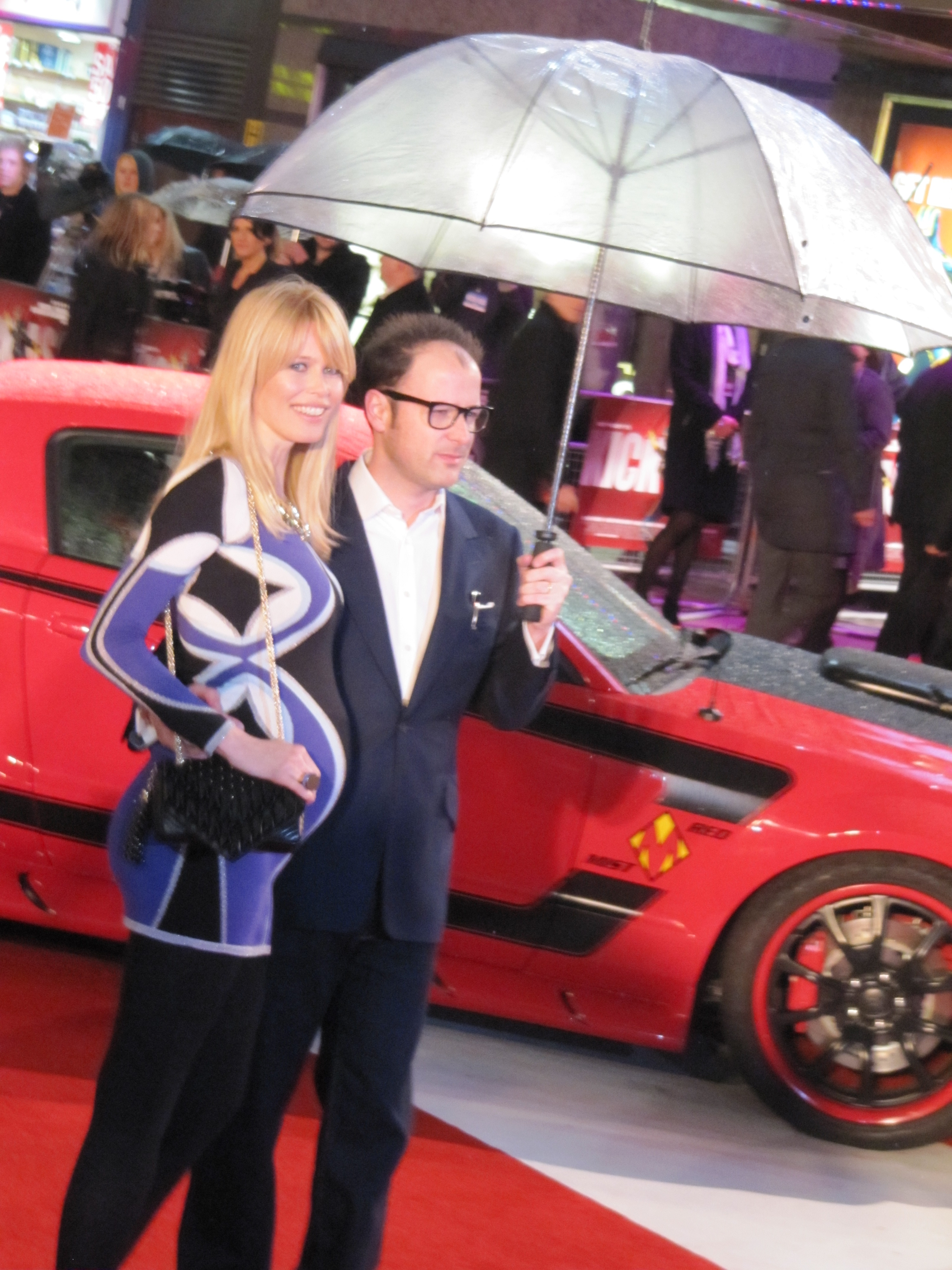
Schiffer und ihr Mann Matthew Vaughn (2010)

Claudia Schiffer war zwei Jahre lang mit dem US-Zauberkünstler David Copperfield verlobt.
Im Mai 2002 heiratete sie den britischen Filmproduzenten und Regisseur Matthew Vaughn. Ihr Sohn kam am 30. Januar 2003 auf die Welt, die erste Tochter am 11. November 2004. Am 14. Mai 2010 brachte sie in London ihr drittes Kind, ein Mädchen, zur Welt. Die Familie bewohnt ein Stadthaus im Londoner Stadtteil Notting Hill.
Schiffer spricht Deutsch, Englisch und Französisch. Ihr Vermögen wurde 2020 auf 200 Millionen Euro geschätzt. Die Pandora Papers führten Schiffer als eine von vielen Prominenten auf, die Offshore-Finanzkonstrukte halten. Schiffer erklärte dazu, sich an sämtliche Gesetze und Vorschriften gehalten zu haben.
Schiffers Ehemann Matthew Vaughn wurde im Rahmen der Resignation Honours Rishi Sunaks im April 2025 in den persönlichen Adelsstand erhoben. Seitdem steht Schiffer als Ehefrau eines Ritters der Höflichkeitstitel Claudia Schiffer, Lady Vaughn zu.

## Filmografie
- 1994: Richie Rich
- 1994: Prêt-à-Porter
- 1997: Abel Ferraras The Blackout
- 1999: Friends & Lovers
- 1999: Black and White
- 2002: Desperate But Not Serious
- 2000: Gegen jeden Verdacht (In Pursuit)
- 2001: Life without Dick – Verliebt in einen Killer
- 2001: Zoolander
- 2002: 666 – Traue keinem, mit dem du schläfst!
- 2002: Dharma & Greg (Fernsehserie, 2 Folgen, 5.16 und 5.19)
- 2003: Tatsächlich… Liebe (Love Actually)
- 2013: Fashion Hero (Fernsehsendung)

## Auszeichnungen
- 1991: Bambi – Shooting Star
- 2006: Women’s World Award – World Style Award
- 2017: Bambi (Fashion Ikone)

## Dokumentarfilme
- 1992: Claudia Schiffer – Die Vermarktung der Schönheit (Spiegel TV Reportage, Regie: Ulrich Stein) in der Mediathek bei spiegel.tv

## Trivia
- Einen Bildband mit dem Titel Claudia Schiffer – ganz privat veröffentlichte sie im Jahr 1995.
- Der Spielzeughersteller Hasbro brachte 1996 eine Barbie-ähnliche Claudia-Schiffer-Ankleidepuppe auf den Markt. Ebenso erschienen in der Supermodel-Reihe Karen Mulder und Naomi Campbell.
- 1996 veröffentlichte sie Claudia Schiffer – Perfectly Fit, drei Fitness-Videokassetten, die in den USA die Bestsellerlisten erreichten.
- Claudia Schiffer unterstützte die Kampagne Deine Stimme gegen Armut, indem sie im Fernseh-Spot der Kampagne mitspielt.[15]
- Zudem engagiert sie sich als Mitglied im UNICEF Arts and Entertainment Support Committee und trat für das Hilfswerk in einem Video für eine weltweite Kampagne gegen AIDS auf.
- Ihr Cousin Patrick Schiffer war von 2016 bis 2017 Vorsitzender der Piratenpartei Deutschland.[16]
- Das Männermagazin GQ rief Schiffer zur Frau des Jahres 2020 aus.[17]
- Im Buch Die Glücklichen. Warum Frauen die Mitte des Lebens so großartig finden der Journalistin Susanne Beyer wird Claudia Schiffer als eine von 18 erfolgreichen Frauen um die 50, unter anderem neben der Schriftstellerin Siri Hustvedt und der Germanistin Henrike Lähnemann, porträtiert.[18]
- Im Herbst 2021 veranstaltet das Museum Kunstpalast in Düsseldorf die von Claudia Schiffer kuratierte Ausstellung Captivate! Modefotografie der 90er.
- Im offiziellen Video-Clip zu Uptown Girl von Westlife spielt Schiffer die Titelrolle.
- In der NDR-Hörspiel-Reihe Stenkelfeld ist das fiktive Claudia-Schiffer-Gymnasium ein wiederkehrender Schauplatz, der vor allem durch den im Heizungskeller hausenden Hausmeister Gustav Gnöttgen repräsentiert wird.